# كالسيتريول
كالسيتريول (بالإنجليزية: Calcitriol)‏ يسمى أيضا 1,25-ديهيدروكسي كوليكالسيفيرول، 1,25-ثنائي هيدروكسي كوليكالسيفيرول أو 1,25-ثنائي هيدروكسي فيتامين د3 وتختصر (1,25-(OH)2D3 أو1,25(OH)2D)
1. ↑  calcitriol، معهد المعلوماتية الحيوية الأوروبي، QID:Q902623